# Декларация о независимости Австрии

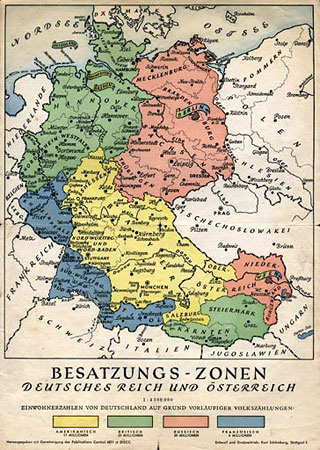
Послевоенная оккупация Германии и Австрии союзниками (1945) (жёлтый: американская зона; зелёный: британская зона; красный: советская зона; синий: французская зона)

Австрийский государственный договор (нем. Österreichischer Staatsvertrag) или Декларация о независимости Австрии — документ о восстановлении независимости и провозглашении Австрии суверенным государством. 
Из-за разногласий между Союзом ССР и западными государствами переговоры о заключении государственного договора с Австрией продолжались с 1946 года. В апреле 1955 года в результате советско-австрийских переговоров в Москве были созданы предпосылки для его подписания. Текст договора был окончательно согласован в Вене на совещании послов четырёх государств, в мае 1955 года. Договор был подписан 15 мая 1955 года в Вене во дворце Бельведер между союзными оккупационными силами (Франция, Великобритания, Соединённые Штаты и Советский Союз) и австрийским правительством. Официально вступил в силу 15 мая 1955 года. Полное название договора — «Государственный договор о восстановлении независимой и демократической Австрии, подписанный в Вене 15 мая 1955 года» (нем. Staatsvertrag betreffend die Wiederherstellung eines unabhängigen und demokratischen Österreich, unterzeichnet in Wien am 15. Mai).

## Предыстория: ход переговоров
Первые попытки договориться о соглашении были сделаны первым послевоенным правительством. Однако они оказались неудачны, так как союзники хотели видеть сначала мирный договор с Германией. Вероятность подписания договора ещё больше снизилась с развитием Холодной войны.
Тем не менее, Австрия успешно удерживала в своём составе часть Каринтии, несмотря на требования возродившейся коммунистической Югославии, при этом даже не обратив внимания на возможное воссоединение с Больцано (Альто-Адидже/Южный Тироль), аннексированный Италией у Австро-Венгрии в 1919 году. 
Условия для переговоров улучшились после смерти Сталина в 1953 году, и переломный момент наконец наступил в переговорах с советским министром иностранных дел Молотовым в феврале 1955 года.

## Общие положения и структура
Договор восстанавливал свободную, суверенную и демократическую Австрию. Основой договора послужила Московская декларация от 30 октября 1943 года.
Договор подписали от союзников: министры иностранных дел: Вячеслав Молотов (Союз Советских Социалистических Республик), Джон Фостер Даллес (Соединённые Штаты Америки), Гарольд Макмиллан (Великобритания), Антуан Пинэ (Франция) и от Австрии министр иностранных дел Австрии Леопольд Фигль, а также четыре верховных комиссара оккупационных сил: Иван Ильичёв (Союз Советских Социалистических Республик), Джеффри Арнольд Уоллингер (Великобритания), Ллевеллин Е. Томпсон мл. (Соединённые Штаты Америки), Роже Лалуетт (Франция).
Договор состоял из девяти частей:
- Преамбула;
- Политические и территориальные условия;
- Условия о вооружённых силах и воздушном пространстве;
- Репарации;
- Собственность, Законодательство и Интересы;
- Экономические отношения;
- Правила переговоров;
- Экономические условия;
- Заключительные условия.

## Другие положения Договора
Вместе с общими положениями о признании Австрийского государства Договором были урегулированы права меньшинств — словенцев и хорватов. Аншлюс (политический союз) с новой Германией, как это было в 1938 году, был запрещён. Нацистские и фашистские организации также были запрещены.
Кроме того Австрия объявила о постоянном нейтралитете после подписания договора. СССР выразил надежду, что это объявление нейтралитета является гарантией неприсоединения Австрии к НАТО после вывода советских войск. В оригинальном тексте договора не заявлялось о нейтралитете Австрии, но позже австрийский парламент принял решение о включении этого положения в Договор.

## Результат
В результате достигнутых соглашений союзники покинули австрийскую территорию 25 октября 1955 года. 26 октября праздновался как национальный праздник (называвшийся Днём Флага до 1965 года). Ошибочно считается, что праздник учреждён в ознаменование вывода вооружённых сил союзников, но на самом деле празднуется Декларация о нейтралитете Австрии, которая была принята 26 октября 1955 года.